# Tatabánya Mustangs 2018
Questa voce raccoglie le informazioni riguardanti i Tatabánya Mustangs nelle competizioni ufficiali della stagione 2018.

## Maschile

### Divízió II 2018

#### Stagione regolare
| Budapest 30 marzo 2018, ore 14:00 2ª giornata | Budapest Wolves 2 | 23 – 24 | Tatabánya Mustangs | Sport13 |

| Tatabánya 14 aprile 2018, ore 14:00 3ª giornata | Tatabánya Mustangs | 12 – 35 | Dabas Sparks | Olimpikon úti műfüves sportpálya |

| Tatabánya 28 aprile 2018, ore 16:00 4ª giornata | Tatabánya Mustangs | 26 – 21 | VSD Rangers | Olimpikon úti műfüves sportpálya |

| Boda 5 maggio 2018, ore 16:00 5ª giornata | Boda Troopers | 20 – 37 | Tatabánya Mustangs |  |

| Jászberény 26 maggio 2018, ore 15:00 7ª giornata | Jászberény Wolverines | 20 – 39 | Tatabánya Mustangs |  |

| Tatabánya 10 giugno 2018, ore 15:00 8ª giornata | Tatabánya Mustangs | 35 – 42 | Rebels Oldboys |  |

#### Playoff
| Eger 30 giugno 2018, ore 15:00 Semifinale | Eger Heroes | 50 – 0 | Tatabánya Mustangs |  |

### Statistiche di squadra
| Competizione      | %Vittorie | In casa | In casa | In casa | In casa | In casa | In casa | In trasferta | In trasferta | In trasferta | In trasferta | In trasferta | In trasferta | Totale | Totale | Totale | Totale | Totale | Totale |
| Competizione      | %Vittorie | G       | V       | N       | P       | Pf      | Ps      | G            | V            | N            | P            | Pf           | Ps           | G      | V      | N      | P      | Pf     | Ps     |
| ----------------- | --------- | ------- | ------- | ------- | ------- | ------- | ------- | ------------ | ------------ | ------------ | ------------ | ------------ | ------------ | ------ | ------ | ------ | ------ | ------ | ------ |
| Stagione regolare | .667      | 3       | 1       | 0       | 2       | 73      | 98      | 3            | 3            | 0            | 0            | 100          | 63           | 6      | 4      | 0      | 2      | 173    | 161    |
| Playoff           | .000      | 0       | 0       | 0       | 0       | 0       | 0       | 1            | 0            | 0            | 1            | 0            | 50           | 1      | 0      | 0      | 1      | 0      | 50     |
| Totale            | .571      | 3       | 1       | 0       | 2       | 73      | 98      | 4            | 3            | 0            | 1            | 100          | 113          | 7      | 4      | 0      | 3      | 173    | 221    |